# Joachim Halupczok
Joachim Halupczok (Niwki, 3 de junho de 1968 — Opole, 5 de fevereiro de 1994) foi um ciclista polonês que competia tanto em provas de pista, quanto de estrada.
Representou seu país, Polônia, nos Jogos Olímpicos de Verão de 1988 em Seul, onde conquistou a medalha de prata na corrida de 100 km contrarrelógio por equipes, junto com Andrzej Sypytkowski, Marek Leśniewski e Zenon Jaskuła.
Em 1989, Halupczok tornou-se campeão amador no Campeonato Mundial UCI de Ciclismo em Estrada.
No ano de 1990, assinou um contrato profissional e participou no Campeonato Mundial em Utsunomiya, no Japão. Mais tarde, ele foi diagnosticado com arritmia cardíaca, o que significava que ele tinha que abandonar o ciclismo profissional. Suspeitou-se que a causa de seus problemas de saúde foi o uso de EPO.

## Morte
Halupczok morreu de um ataque cardíaco no caminho para o hospital, após desmaiar durante o aquecimento para uma partida de futebol de salão em 5 de fevereiro de 1994. Foi socorrido pela sua esposa e dois filhos.